# Мбуа (провинция)

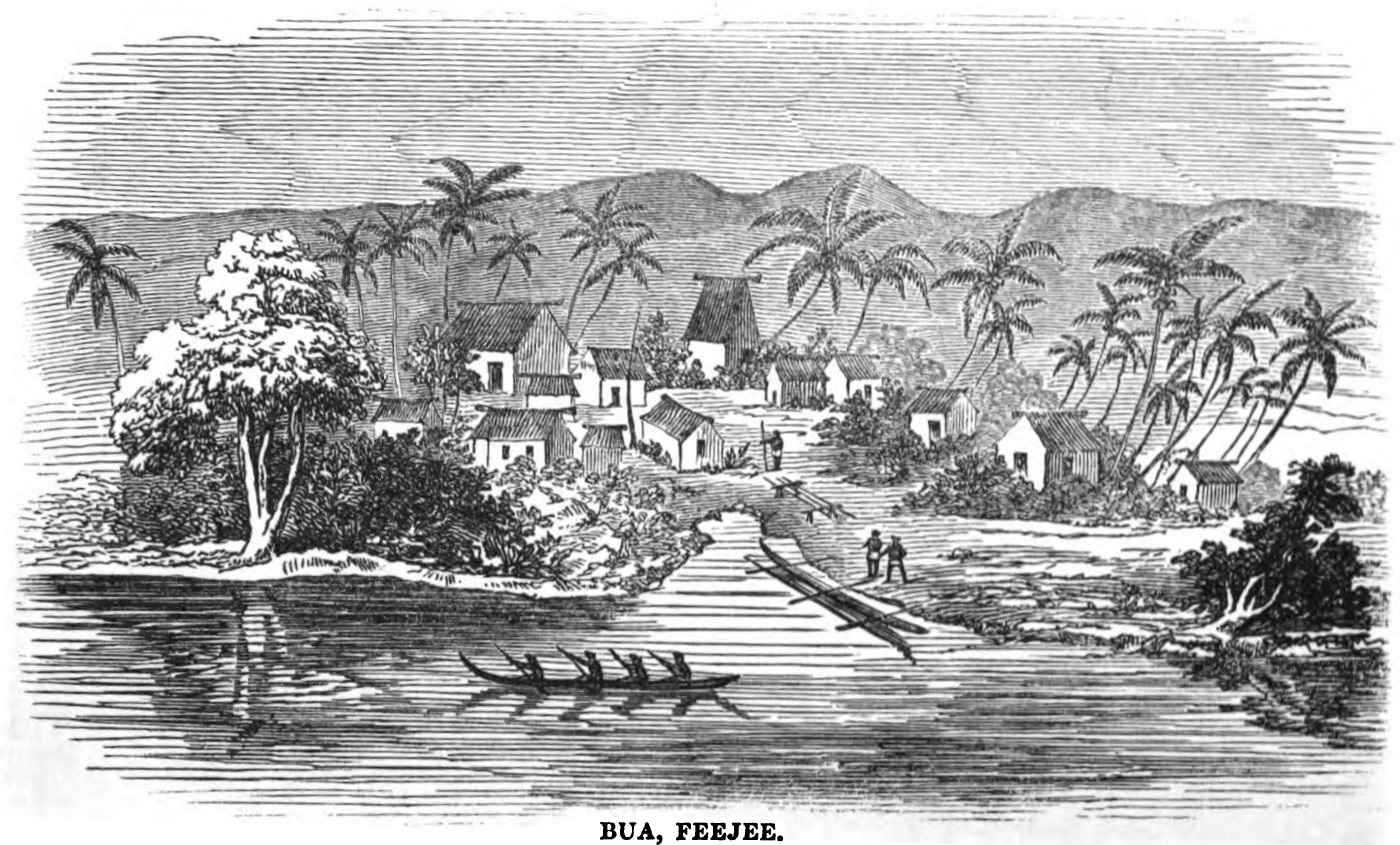
Мбуа, Фиджи

Мбуа (фидж. Bua) — одна из 14 провинций Фиджи. Расположена в западной части острова Вануа-Леву; является одной из трех северных провинций. Имеет площадь около 1379 км². Население — 14 176 человек (по данным переписи населения 2007 года), что делает ее одной из самых менее населенных провинций Фиджи.
Мбуа, как и остальные провинции, руководится провинциальным советом.